# Väinö Markkanen
Väinö Markkanen, född 29 maj 1929 i Paldamo, död 10 juni 2022 i Lojo, var en finländsk sportskytt.
Markkanen blev olympisk guldmedaljör i fripistol vid sommarspelen 1964 i Tokyo.